# Félix Pescador y Saldaña

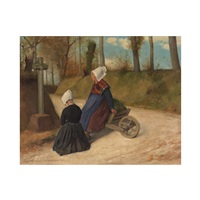
Pintura «El pescador» de Félix Pescador y Saldaña.

Félix Pescador y Saldaña (1836-1921) fue un pintor español.

## Biografía
Nació en 1836, hijo del también pintor Mariano Pescador y Escárate. Pintor natural de Zaragoza, fue discípulo de la Escuela especial de Pintura, Escultura y Grabado de Madrid, así como de Bonat en París. Fue premiado con medalla de plata en el concurso de Lille. En la Exposición Nacional celebrada en Madrid en 1881 presentó El Angel rebelde, lienzo de grandes dimensiones. En las celebradas en París en anteriores años había presentado: Retrato del capellán Sr. Romero, otro de la artista dramática Reiehemberg, Cogido infraganti, Niño vestido de torero, Una Magdalena, La Elocuencia y La Ciencia. Falleció en 1921.